# Ringsprietslakken
Ringsprietslakken (Facelinidae) zijn een familie van weekdieren uit de klasse van de Gastropoda (slakken).

## Taxonomie

### Onderfamilie
- Favorininae Bergh, 1889

### Geslachten
- Adfacelina Millen & Hermosillo, 2012
- Algarvia Garcia-Gomez & Cervera, 1990
- Amanda Macnae, 1954
- Anetarca Gosliner, 1991
- Antonietta Schmekel, 1966
- Austraeolis Burn, 1962
- Bajaeolis Gosliner & Behrens, 1986
- Burnaia M. C. Miller, 2001
- Caloria Trinchese, 1888
- Cratena Bergh, 1864
- Echinopsole Macnae, 1954
- Emarcusia Roller, 1972
- Facelina Alder & Hancock, 1855
- Facelinopsis Pruvot-Fol, 1954
- Favorinus Gray, 1850
- Hermissenda Bergh, 1879
- Hermosita Gosliner & Behrens, 1986
- Herviella Baba, 1949
- Jason M. C. Miller, 1974
- Learchis Bergh, 1896
- Nanuca Marcus, 1957
- Noumeaella Risbec, 1937
- Palisa Edmunds, 1964
- Pauleo Millen & Hamann, 1992
- Phidiana Gray, 1850
- Phyllodesmium Ehrenberg, 1831
- Pruvotfolia Tardy, 1969
- Pteraeolidia Bergh, 1875
- Sakuraeolis Baba, 1965
- Setoeolis Baba & Hamatani, 1965